# Čista Velika
Čista Velika falu Horvátországban, Šibenik-Knin megyében. Közigazgatásilag Vodicéhez tartozik.

## Fekvése
Šibenik központjától légvonalban 20, közúton 30 km-re északnyugatra, községközpontjától 14 km-re északra, Dalmácia középső részén fekszik.

## Története
Čista települést már 1403-ban és 1407-ben is említik a középkori lukai zsupánság részeként. Nincsenek rá vonatkozó adatok, de a szakemberek valószínűsítik, hogy a településnek már a 13. században önálló plébániája volt. 1409-ben egész Dalmáciával együtt a Velencei Köztársaság része lett. 1522-ben Skradinnal együtt török uralom alá került és csak 1684-ben szabadították fel. Ezután a velenceiek birtoka volt. Katolikus hívei egy ideig a velimi plébániához tartoztak, majd amikor a plébániát felosztották valószínűleg a 17. században a dragišići plébánia része lett, de a plébános a čistai Szent Anna templom melletti épületben lakott. 1837-ben Čistát Stankovnicihoz, majd 1881-ben Raslinához csatolták. A település 1797-ben a Velencei Köztársaság megszűnésével a Habsburg Birodalom része lett. 1806-ban Napóleon csapatai foglalták el és 1813-ig francia uralom alatt állt. Napóleon bukása után ismét Habsburg uralom következett, mely az első világháború végéig tartott. A településnek 1857-ben 132, 1910-ben 241 lakosa volt. Az I. világháború után rövid ideig az Olasz Királyság, ezután a Szerb-Horvát-Szlovén Királyság, majd Jugoszlávia része lett. 1969-ben megalapították a čista velikai plébániát, melyhez Čista Mala, Gaćelezi, Grabovci, Morpolača és Dragišić hívei tartoznak. A falu lakossága 2011-ben 472 fő volt.

## Lakosság
| Lakosság változása | Lakosság változása | Lakosság változása | Lakosság változása | Lakosság változása | Lakosság változása | Lakosság változása | Lakosság változása | Lakosság változása | Lakosság változása | Lakosság változása | Lakosság változása | Lakosság változása | Lakosság változása | Lakosság változása | Lakosság változása |
| ------------------ | ------------------ | ------------------ | ------------------ | ------------------ | ------------------ | ------------------ | ------------------ | ------------------ | ------------------ | ------------------ | ------------------ | ------------------ | ------------------ | ------------------ | ------------------ |
| 1857               | 1869               | 1880               | 1890               | 1900               | 1910               | 1921               | 1931               | 1948               | 1953               | 1961               | 1971               | 1981               | 1991               | 2001               | 2011               |
| 132                | 0                  | 160                | 183                | 222                | 241                | 275                | 299                | 413                | 461                | 536                | 521                | 540                | 533                | 487                | 472                |

## Nevezetességei
Szent Anna tiszteletére szentelt plébániatemplomát 1967-ben építették a régi templom helyén. Az idősek emlékezete szerint a régi templom négy méter hosszú és három méter széles középkori eredetű épület volt, mely hosszú évszázadokig nemcsak a plébánosok házi kápolnájaként, hanem helyi templomként is szolgált. Ez az épület rossz állapota miatt egy éjszakán összedőlt. 1922-ben a helyére egy nagyobb templomot építettek, de ezt meg 1943-ban az olasz megszállók rombolták le. A háború után ugyan újjáépítették, de ez a harmadik templom sem volt hosszú életű. 1967-ben lebontották és a helyén Ante Barać spliti építész tervei szerint ekkor építették fel az új templomot. Az építési költségekhez a helyi hívek mellett a püspökség és a ferences rendtartomány is hozzájárult. A templomot 1968. július 26-án szentelte fel Josip Arnerić šibeniki püspök. A templom bal oldalán építették fel a beton harangtornyot, melyben két harang volt található. A délszláv háború idején a szerb felkelők a földig rombolták. A háború után a egy másik helyen egy nagyobb, immár az ötödik templomot építették fel helyette, míg a lerombolt templom maradványait emlékhellyé alakították.
A dragišići várrom alatt, az azonos nevű falu közelében található a dragišići Szent György-templom. A templom egyhajós, hosszúkás épület, délkeleti irányú, négyzet alakú apszissal. A főhomlokzaton egy téglalap alakú ajtó található, egyszerű kőküszöbökkel, amelyek felett profilozott keret és egy csúcsíves boltív keskeny ablaka található. A homlokzat oromzatában magas, csúcsos harangdúc emelkedik. A templom egy 13. századi eredetű, középkori épület, amely román és gótikus stílusú építési elemeket tartalmaz.